# محمد بن اشعث
محمد بن اشْعث بن قیس کندی (هلاکت سال ۶۷ق)،  فرزند اشعث بن قیس و از بزرگان کنده بود. وی مدتی والی طبرستان بود. در واقعه کربلا، از یاران عبیدالله بن زیاد بود و فرماندهی نیروهای اموی را در دستگیری مسلم بن عقیل بر عهده داشت. در نبرد کربلا نیز شرکت داشت. پس از قیام مختار از کوفه گریخت و به بصره نزد مصعب بن زبیر رفت. در نهایت در جنگ میان مصعب و مختار ثقفی کشته شد.